# Fabien Dagada
Fabien Dagada, né le 23 avril 1982, est un rameur d'aviron français.
Il remporte aux Championnats du monde d'aviron 2003 à Milan la médaille de bronze en huit poids légers.